# 廷埃薩科
廷埃薩科（法語：Tin-Essako），是馬里的城鎮，位於該國東北部，由基達爾區負責管轄，是廷埃薩科省的首府，處於基達爾以東115公里，海拔高度617米，2009年人口2,595。